# Địa chất Sao Kim

Bản đồ toàn cầu ra đa của bề mặt Sao Kim

Sao Kim là một hành tinh với nền địa chất nổi bật. Trong số tất cả các hành tinh trong Hệ Mặt Trời, nó là hành tinh ở gần Trái Đất nhất và hầu như giống với Trái Đất về mặt khối lượng, nhưng nó không có từ trường hay hệ thống kiến tạo mảng có thể nhận ra được nào cả. Hầu hết bề mặt của nó là đá nền núi lửa lộ ra, một số được bao phủ với các lớp đất mỏng và không đều, trái ngược rõ rệt với Trái Đất, Mặt Trăng và Sao Hỏa. Một số hố va chạm thì hiện diện, nhưng Sao Kim thì giống với Trái Đất ở chỗ có ít hố va chạm hơn các hành tinh đất đá khác phần lớn bị bao phủ bởi hố va chạm. Điều này một phần là do lớp khí quyển dày của Sao Kim đã phá vỡ những thiên thể gây va chạm nhỏ trước khi chúng rơi xuống mặt đất, nhưng một lượng nhỏ những hố va chạm lớn có thể bị gây ra bởi sự tái cấu trúc bề mặt do núi lửa, có thể là do một thảm họa tự nhiên. Hoạt động núi lửa có vẻ như là nhân tố chi phối đối với những thay đổi về mặt địa chất trên Sao Kim. Một số địa hình núi lửa có vẻ như là chỉ có trên Sao Kim. Có các núi lửa hình khiên và dạng tầng tương tự như trên Trái Đất. Với việc Sao Kim có xấp xỉ cùng kích cỡ, mật độ và thành phần với Trái Đất, sẽ hợp lý khi cho rằng hoạt động núi lửa có thể vẫn còn tiếp diễn trên hành tinh cho tới ngày nay, mặc dù các quan sát trực tiếp thuyết phục về sự phun trào của núi lửa thì vẫn chưa xảy ra, để lại cho hoạt động núi lửa hiện đại một dấu hỏi mở.

### Tài nguyên có sẵn online
- Grayzeck, Ed (2004). Venus Fact Sheet. NASA. Truy cập ngày 11 tháng 7 năm 2005.
- US Geological Survey, "Gazetteer of Planetary Nomenclature (Venus)". Truy cập ngày 13 tháng 7 năm 2005
- Vita-Finzi, C., Howarth, R.J., Tapper, S., and Robinson, C. (2004) "Venusian Craters and the Origin of Coronae" Lunar and Planetary Science XXXV
- Stofan, E.R., Hamilton, V.E., Janes, D.M., and Smrekar, S.E. (1997) "Coronae on Venus: Morphology and Origin" Venus II Bougher et al., eds., University of Arizona Press, Tucson, 1997

### Xuất bản phẩm
- The Face of Venus. The Magellan Radar Mapping Mission, by Ladislav E. Roth and Stephen D. Wall. NASA Special Publication, Washington, D.C. June 1995 (SP-520).

### Sách liên quan
- Surface Modification on Venus as Inferred from Magellan Observations on Plains, by R. E. Ardvison, R. Greeley, M. C. Malin, R. S. Saunders, N. R. Izenberg, J. J. Plaut, E. R. Stofan, and M. K. Shepard. Geophisics Research 97, 13.303. (1992)
- The Magellan Imaging Radar Mission to Venus, by W. T. K. Johnson. Proc. IEEE 79, 777. (1991)
- Planetary Landscapes, 3rd Edition, by R. Greeley. Chapman & Hall. (1994)
- Venus - the geological story, 1st edition, by Peter Cattermole.UCL Press. (1994).